# 岡田弘隆
岡田 弘隆（おかだ ひろたか、1967年2月22日 - ）は、日本の柔道家、体育学者。筑波大学 体育専門学群・准教授。講道館八段を取得。得意技は小内刈・大内刈・大外刈。身長170cm。岐阜県揖斐郡大野町出身。

## 来歴

### 20歳で世界王者に
町立大野小5年次より柔道を始めた。町立大野中学校から大垣日大高校へと進学。高校時代には既に周囲の期待を集め、2年次には全日本の合宿にも参加している。高校3年次の1984年、インターハイ個人戦の軽重量級で優勝。
筑波大学に進学するが、前述の通り既に全日本合宿を経験していた岡田は、目標は世界だけと定めており、本人曰く「学生大会には全くと言っていいほど興味が無かった」との事。その言葉が示すように、入学してすぐの講道館杯で準優勝すると、翌86年には体重無差別の全日本選手権で2試合勝ち進むなど健闘を見せたほか、10月の嘉納治五郎杯で優勝し、シニア初タイトル。87年には全日本選手権で3位入賞を果たすと、全日本選抜体重別選手権で優勝し、同年11月にエッセンで開催される世界選手権の代表に選出され、この大会でも危なげなく優勝を果たした。岡田はこの世界選手権の事を、「負けるという不安がよぎった事はなかった」「日本の柔道が一番強いと信じていた」と振り返る。挫折や怪我もなく弱冠20歳で一気に世界の頂点に昇りつめ順風満帆のように見える岡田だが、当時を「負ける気はしなかった」と言い放つ自信の根拠は、限界まで自分を追い込み続けた毎日の稽古だった。

### 初めての挫折
オリンピックイヤーの1988年に入り、自他共に金メダルへの期待が高まる岡田だが、選考会となる講道館杯を2ヶ月後に控えた2月の練習中、乱取稽古の際に左手首を骨折した。以降は走り込み中心のメニューに切り替えたものの、講道館杯欠場で五輪出場に黄信号が点り焦りを感じた岡田は、気が付けばギプスを付けたまま打ち込み練習を行っていた。6月の全日本選抜体重別選手権は大会1月前になりようやくギプスが取れ、満足な稽古もできず7-8割のコンディションで迎えた。手首をテーピングでガチガチに固めての出場であったが、岡田は見事これを制して復活をアピールし、1988年ソウルオリンピックの日本代表に選出。
しかし、五輪本番を目前に控えた姫路市での合宿の際、今度は足を負傷。完治しないまま2週間後には代表合宿に再合流するも、自分を追い込む練習もできぬまま迎える五輪は、1年前の世界選手権とは対照的に不安だらけだった。
五輪本番では、自身の練習不足に対する不安や、勝たなければいけないというプレッシャーに加え、同じく日本代表で初日に出場した細川伸二が会場の大ブーイングの中、不可解な判定で敗れた事に憤りを感じ、とめどなく押し寄せる興奮に岡田は3日間一睡もできぬまま、試合当日を迎えた。集中力・判断力を欠きながらも初戦は突破したものの、3回戦でフランス代表のパスカル・タイヨに横四方固で一本負けを喫す。試合後に畳の上で大の字に寝たまま動けなかった時の心境を、「負けたショックではなく、疲れ切ったせいで起き上がれなかった。そのまま寝てしまうような感覚に襲われた。」と岡田は述懐する。
初めて挫折を味わった岡田は、五輪後はしばらく試合から遠ざかる。また、時を同じくして筑波大学の大学院を受験するも不合格となり、ダブルパンチを受けた。

### 世界2階級制覇と2度目の五輪
大学卒業後はマルナカに所属し、自身の練習を根本から見つめ直した。トレーニング理論や生理学を学び、当時あまり知られていなかったPNFにも取り組んだ。また、栄養バランスを重視した摂食を採り入れると、自然に体重が増えていき、階級を変更する決断をした。
1990年には、階級を1つあげた86kg級で4月の講道館杯・7月の全日本選抜体重別選手権を立て続けに制すと、8月のグッドウィルゲームズ、9月の北京アジア大会等の国際大会でも優勝し、同階級の第一人者に躍り出た。
翌91年には全日本選抜体重別選手権で連覇を果たし、世界選手権（バルセロナ）代表に選ばれ、決勝でアメリカ代表のジョセフ・ワナンを破って優勝。世界選手権で、無差別級を含まない2階級制覇は史上初であった。また、この頃には既に照準を1992年バルセロナオリンピックと定めていた岡田は、1992年の講道館杯で優勝し、全日本選抜体重別選手権では3連覇を達成すると、前大会に引き続き五輪代表に選出される。
前大会の轍を踏まえ、万全のコンディションに、頭を剃り上げ気合を入れてバルセロナ入りした岡田だが、大会2日前の練習で、太ももを負傷する。
迎えた試合当日、岡田は初戦・2回戦を難なく突破した。3回戦の強豪・ニコラス・ギル（カナダ）戦では、試合前半に岡田の巴投が一閃、ギルの体が鮮やかに宙を舞い、副審の1人は岡田の一本勝ちとジェスチャーしたものの、余りに勢いよく回り過ぎたため主審ともう1人の副審は「有効」と判定するという不運も重なった。後半残り30秒で、四つん這いになった所をひっくり返されて「技あり」を取られ、冷静さを失った。足の怪我の悪化を心配して試合前のウォーミングアップを極力控えた のも災いし、本来の力を発揮できず、結局そのまま優勢負けとなった。
その後、敗者復活戦を勝ち上がり銅メダルを獲得するも、試合後は自責の念にかられたという。

### 引退
2度世界を制しながらオリンピックの金メダルを取れなかった自分に納得のできない岡田は、29歳で迎える1996年アトランタオリンピックをラストチャンスと定める。
しかし激戦の86kg級では、中村佳央や田辺勝らに加え、1つ下の78kg級から階級変更をしてきたオリンピックチャンピオンの吉田秀彦といった若手選手の活躍が目覚しく、岡田は次第に国内タイトルからも遠ざかっていく。
1994年6月の全日本体重別選手権86kg級決勝における中村佳央との試合では、中盤に中村に腕挫十字固を極められ、その完璧な体勢、中村の圧倒的なパワーで勝負あったと思われたが、岡田は完全に極められた体勢のままでも決して「参った」の合図をしなかった。岡田は耐え抜き、ついに主審は「待て」を宣告。その結果、靭帯は切れ、脱臼、剥離骨折と、左腕は完全に壊れてしまった。試合は岡田の優勢負けだった。後年、この試合について岡田は「そこで参ったをしたら自分にはもう未来は無いと思った。」「下の者に追い抜かれたら、年齢的に自分はもう追いつけなくなってくる。だから、何としてでも相手に喰らい付いていくしかなかった。」と心境を明かしている（一方の中村は、「とにかく岡田さんの精神力に感服した。勝負に情けは禁物だが、折れるまで力を込めなかった自分も正解だと思っている」と試合を振り返る）。
選手権後も岡田は、「怪我を理由に引退はしたくない」と現役を続行。94年の12月には、指の感覚が戻らない手負いの状態ながらも講道館杯に出場すると、3位入賞を果たし、翌年のドイツ国際とオーストリア国際に派遣された。ドイツ国際では優勝して五輪や世界選手権を狙える位置に留まったものの、その後の全日本体重別選手権では1回戦負けであった。この頃には自身の納得いく追い込み練習もできなくなり、岡田は引き際を感じるようになっていたという。
同年12月、現役を引退。

### 指導者として
引退を表明してからは筑波大職員・同大柔道部監督を務め、1997年から1年間イギリスに留学した。
同年より2008年北京オリンピックまで日本代表のナショナルコーチも兼任し、世界各国の大会・合宿などに自ら積極的に参加して知名度を上げたほか、世界各国への日本の指導者の派遣や外国チームの日本への受け入れ等を主導するなど柔道の国際的普及に尽力した。
また、理路整然とした語り口から、2000年のシドニーオリンピックではNHKの解説者も務め、男子100kg超級決勝の篠原信一対ダビド・ドゥイエ戦における“世紀の大誤審”に関しては、生中継で「これは誤審です、明らかな誤審です」「（篠原の内股透かしを指して）今の技を見極められないような人に、審判をして頂きたくないですね」と怒りを露わにした。
2005年には筑波大学の運動部指導教員らが地域のスポーツ普及活動を目的として「つくばユナイテッド」を立ち上げたのに伴い、「つくばユナイテッド柔道」を発足。幼児から小中学生世代への柔道の普及活動も行っている。
2008年にはつくば市内で活動していた「筑波ジュニア柔道倶楽部」と合併し、指導体制を強化し活動を拡大している。
2009年、それまでの国際的貢献が認められ、IJFアスリート委員会の委員長に選任される。
2012年現在は筑波大学人間総合科学研究科准教授として教鞭を執る傍ら、同大柔道部では総監督として部長の小俣幸嗣や監督の増地克之らとともに、また全柔連においても男子チームの強化委員として、後進の指導にあたっている。

## 主な戦績
78kg級での戦績
- 1983年 - 新人体重別 2位
- 1984年 - インターハイ 軽重量級 優勝 無差別 3位
- 1984年 - 新人体重別 2位
- 1985年 - フランスジュニア国際 3位
- 1985年 - 講道館杯 2位
- 1985年 - 新人体重別 優勝
- 1985年 - アメリカ国際 3位
- 1986年 - 世界ジュニア 3位
- 1986年 - 嘉納杯 優勝
- 1987年 - 講道館杯 2位
- 1987年 - 全日本選手権 3位
- 1987年 - 選抜体重別 優勝
- 1987年 - 世界選手権 優勝
- 1988年 - 選抜体重別 優勝
- 1988年 - 全日本学生柔道選手権大会 無差別 2位
- 1989年 - 正力国際 3位
- 1989年 - 講道館杯 2位
- 1989年 - 選抜体重別 2位

86kg級での戦績
- 1990年 - 講道館杯 優勝
- 1990年 - 選抜体重別 優勝
- 1990年 - グッドウィルゲームズ 優勝
- 1990年 - アジア大会 優勝
- 1990年 - 嘉納杯 3位
- 1991年 - 選抜体重別 優勝
- 1991年 - 世界選手権 優勝
- 1992年 - フランス国際 2位
- 1992年 - 講道館杯 優勝
- 1992年 - 選抜体重別 優勝
- 1992年 - バルセロナオリンピック 3位
- 1993年 - ドイツ国際 3位
- 1993年 - 講道館杯 2位
- 1993年 - 選抜体重別 2位
- 1993年 - アジア選手権 優勝
- 1994年 - 選抜体重別 2位
- 1994年 - 講道館杯 3位
- 1995年 - ドイツ国際 優勝